# Walter Haefeli
Walter Haefeli (* 20. November 1917; † 18. Juli 2013) war ein Schweizer Cellist.
Haefeli wurde als Sohn eines Prokuristen einer kleinen Uhrenfabrik geboren.
Als Musiker war Haefeli Schüler von Richard Sturzenegger am Berner Konservatorium und von Pierre Fournier in Paris. 1944 wurde er beim Radioorchester Beromünster in Zürich engagiert, wo er im Jahr darauf erster Cellist wurde. 1960 wechselte er in gleicher Position zum Sinfonieorchester St. Gallen, wo er bis 1982 spielte. Ausserdem spielte Haefeli im Festspiel-Orchester Luzern und war Mitglied des Piraccini-Stucki-Streichquartetts zusammen mit Giuseppe Piraccini, Aida Stucki und Gerhard Wieser. Daneben erteilte er Musik-Unterricht.